# Думенко, Борис Мокеевич
Бори́с Моке́евич Думе́нко (1888 — 11 мая 1920) — командир конного корпуса Красной армии во время Гражданской войны.
Один из первых организаторов Красной конницы. Начальник Буденного. Осуждён и расстрелян в 1920. Реабилитирован в 1964.

## Биография
Из семьи иногороднего крестьянина-украинца Донской области Мокея Анисимовича Думенко (по некоторым данным — владельца паровой мельницы). Мать Мария.
Младший брат Иларион и сёстры: Арина и Пелагея.
С детства ухаживал за лошадьми, позднее работал табунщиком. Участник Первой мировой войны, служил в артиллерийских частях, с 1917 года в чине вахмистра.

#### Кавалерист Красной конницы
Вернувшись с фронта, сформировал в начале 1918 года один из первых крестьянских конных отрядов, вступил в борьбу против казаков за землю и установление на Дону советской власти.
С апреля командовал батальоном Сводного крестьянского социалистического полка, с июля — первым кавалерийским крестьянским социалистическим полком. Хорошее знание конного дела, организаторские способности, личное мужество, отменная рубка с обеих рук и многочисленные победы быстро принесли Думенко популярность среди крестьянского населения Дона.
Это позволило ему объединить мелкие конные отряды. Командир одного из таких отрядов — Семен Будённый — стал его помощником.
В беспрестанных боях с частями Донской армии во второй половине 1918 года Думенко активно пополнял и развёртывал части, вошедшие в состав Южного фронта регулярной Красной армии.

В информационном бюллетене ВЦИК за август 1918 года сообщалось:
«особенной храбростью отличается крестьянский полк под командой Думенко. С 1000 всадников он держит 80-верстный фронт, наводя панику на кадетские банды».
В сентябре назначен командиром сформированной им 1-й Донской кавалерийской бригады, в декабре — начальником 1-й Сводной кавалерийской дивизии 10-й армии.
2 марта 1919 года стал одним из первых кавалеров ордена Красного Знамени, получив знак № 5. По другим данным пятым орденом награждён Ю. В. Саблин.
С января 1919 года — начальник формируемой им 4-й Петроградской кавалерийской дивизии, в апреле — помощник начштаба 10-й армии по кавалерии, в мае командовал «левой группой войск» 10-й армии.
25 мая 1919 года в крупном конном сражении на реке Сал был тяжело ранен (пуля пробила лёгкое).
Эвакуирован в Саратов, профессор Сергей Спасокукоцкий сделал несколько операций. Думенко удалили одно легкое и несколько ребер.
В июле после выписки Думенко поспешил вернуться в строй, несмотря на заключение Спасокукоцкого, что для восстановления «полной трудоспособности» требуется «не менее двух лет». В его отсутствие командовать дивизией, развёрнутой в Конный корпус, оставался Будённый.
К концу лета 1919 года вся Донская область оказалась под властью белых, 10-я армия оставила Царицын. 14 сентября Думенко был назначен командиром вновь сформированного Конно-сводного корпуса (в составе 1-й партизанской, 2-й Горской и 3-й Донской кавалерийских бригад), в который были сведены различные части войсковой конницы.
В сентябре—декабре 1919 года в составе Юго-Восточного (Кавказского) фронта корпус Думенко одержал несколько побед над конными корпусами Донской и Кавказской армий ВСЮР. Они захватили тысячи пленных и массу трофеев: сотни орудий и пулемётов, десятки бронеавтомобилей и танков. Их победы сыграли решающую роль в занятии Донской области.
Сводный конный корпус Думенко с 13 декабря 1919 и до 22 февраля 1920, перейдя в подчинение командарма 9-й армии А. Степина, находился в непрерывных тяжелых боях.
Форсировав в середине декабря Дон, Конно-сводный корпус 7 января 1920 года взял столицу Всевеликого Войска Донского Новочеркасск. Впоследствии эти войска вошли в состав 2-й Конной армии.

В телеграмме, подписанной командармом 9-й армии Степиным, направленной комкору Думенко, говорится:
«Чудо-богатыри красноармейцы, командиры и комиссары, Реввоенсовет 9-й преклоняется перед вашей доблестью и самоотверженностью. Вы своей грудью сломили упорное сопротивление противника. Вы разбили Донскую армию южной контрреволюции. Гнездо контрреволюции Новочеркасск под вашими ударами пал».
По оценке генерала А. К. Кельчевского, начштаба Донской армии, части Думенко были «настоящей русской армией», а их командир — «народный самородок» — внёс много нового в тактику конного боя.
Есть и иная точка зрения: Думенко не был идейным сторонником большевиков, его привлекала слава отважного воина и любимца солдат, он отличался нелюбовью к комиссарам и грозил изгнать из своих частей всех коммунистов.

#### Клевета, казнь
Самоотверженно борясь за Советскую власть и лично сформировав из иногородних крестьян и бедных казаков не одну конную часть, Думенко негативно оценивал политику Л. Д. Троцкого по насаждению в Красной армии жёсткого контроля комиссаров над командирами.
Думенко считал, что контролировать следует только бывших офицеров. Сам он неоднократно публично критиковал тех комиссаров, которые, по его выражению, «только сидят в тылу и пишут приказы», и требовал от них быть на позиции.
Несмотря на то, что в январе 1920 года Думенко вступил в партию большевиков, политотдел корпуса и вышестоящие политорганы обвиняли его в том, что он поощряет антибольшевистские и антисемитские настроения среди рядовых кавалеристов, препятствует работе военных комиссаров, недостаточно борется с грабежами, пьянством красноармейцев.
В целях разрешения назревающего серьёзного конфликта между Думенко и политорганами в декабре 1919 года в Конно-сводный корпус был прислан новый военком В. Н. Микеладзе, который подружился с Думенко, выдал ему партбилет.
Трагедия случилась в феврале 1920 года — Микеладзе при невыясненных обстоятельствах был убит. Личность убийцы следствием не была установлена. Несмотря на это, Думенко был арестован вместе с шестью ближайшими помощниками по обвинению в убийстве военкома и подготовке мятежа.
Основные источники клеветы — командир одной из бригад Д. П. Жлоба и военкомбриг Г. Пескарев, а также комиссар Кравцов. В Государственном архиве Советской Армии были обнаружены такие документы:

19 февраля 1920 г. Думенко послал командарму 9-й Степину донесение:
«Ввиду несоответствия занимаемой должности комбрига Первой партизанской тов. Жлобы, благодаря ему партизанская бригада настроена панически, не принимает боя, а отходит, прошу смещения комбрига тов. Жлобы и замены его другим командиром. Комбриг тов. Жлоба совершенно не знаком с военным делом».
Тем временем Жлоба обращается к члену Реввоенсовета 9-й армии Анисимову. И тот, ссылаясь на него, докладывает Реввоенсовету Юго-Восточного фронта, что Думенко ведет себя, как Махно.
В ночь с 23 на 24 февраля 1920 года по приказу члена РВС Кавказского фронта И. Т. Смилги Думенко арестовали вместе со штабом Сводного кавалерийского корпуса.

В ту же ночь Жлоба становится вместо Думенко командиром Сводного конного корпуса и издает приказ:
«Я в 1 час 30 мин. после ареста комкора со штабом вступил во временное командование корпусом.

Все, кто не подчиняется мне и моему штабу, будут арестовываться, а в случае сопротивления расстреливаться на месте».
Поводом послужило не только убийство комиссара корпуса Микеладзе, хотя мотива у Думенко, как признал суд, быть не могло. Его обвиняли в том, что он способствовал атмосфере ненависти к комиссарам, в результате которой коммунисты и комиссары погибали.
Главное обвинение: Думенко якобы склонял Буденного к совместному выступлению против большевиков, а Жлоба был отстранён им от командования для совместного с Будённым выступления Думенко против большевиков. При этом сам Будённый письменных показаний об этом никогда не давал и сам оказался под ударом.
В основу приговора легли «совесть судьи и революционное правосознание». За Думенко вступился Г. К. Орджоникидзе. На поруки его соглашались взять Сталин и Егоров. Но они все не направили ходатайство во ВЦИК с просьбой помиловать Думенко. А подчинённые Троцкого — ему подчинялся Реввоентрибунал — Ивар Смилга и Белобородов — осудили Думенко и его товарищей на смертную казнь и не дали им возможность обжаловать приговор во ВЦИК самостоятельно.
Есть мнение: устранение Думенко — результат деятельности группы военной оппозиции в целом в лице И. Сталина, К. Ворошилова и С. Буденного, которого Думенко в своё время высек вопреки Уставу РККА о запрещении телесных наказаний за провинности его подчинённых и который потом возражал против реабилитации Думенко..
В 1920 году газеты сообщили:

Комкор Думенко, начальник штаба Абрамов, начальник разведки Колпаков, начальник оперативного отдела Блехерт, комендант штаба Носов, начальник снабжения 2-й бригады конкорпуса Кравченко вели систематическую юдофобскую и антисоветскую политику, ругая центральную Советскую власть и обзывая в форме оскорбительного ругательства ответственных руководителей Красной армии жидами, не признавали политических комиссаров, всячески тормозя политическую работу в корпусе… Лишить полученных от Советской власти наград, в том числе ордена Красного Знамени, почётного звания Красных командиров и применить к ним высшую меру наказания — расстрелять… Приговор окончательный и обжалованию не подлежит.

Председатель А. Розенберг, члены А. Зорин, А. Чуватин.
Думенко судили трибуналом и расстреляли в Ростове 11 мая 1920 года.

#### Реабилитация
Комендант штаба Носов расстрелян не был. Расстрелянный Кравченко остался жив, раскопал могилу, скрывался в антибольшевистском формировании. За участие в этом формировании и в заговоре Думенко был осуждён на расстрел, по случаю 5-го юбилея Октября заменённый на 10 лет заключения, затем освобождён. Убили его в драке во время празднования сорокалетия Октябрьской революции. Благодаря ему сегодня известно, что расстреляли Думенко в Ростове, а не в Москве, и обратиться за помилованием во ВЦИК и в Реввоенсовет он не мог.
Начиная с 1933 года фамилия Думенко перестает упоминаться в исторической литературе. Все заслуги в организации Красной конницы приписываются Будённому, Ворошилову и Щаденко, а идея создания крупных конных соединений — Сталину.
В 1939 году особое внимание уделялось деятельности Будённого в годы гражданской войны. Он молчаливо соглашался с тем, что писали о его роли в создании кавалерии и её заслугах в борьбе с контрреволюцией. В выступлениях в печати Будённый допускал «забывчивость» в отношении того, как было в действительности с разгромом Деникина, окончательной ликвидацией контрреволюционных сил юга России.
Он даже не вспоминал, что был помощником у Думенко. В воспоминаниях «Пройденный путь» Будённый отзывается о Думенко как о предателе, относясь к нему с неприязнью.
В феврале 1962 года ростовский литератор В. Карпенко передал в военную прокуратуру заявление супруги Думенко, Анастасии Александровны, с просьбой о пересмотре дела её супруга.
Дело было закрыто за отсутствием состава преступления, Думенко посмертно реабилитирован в августе 1964 года. Позже Будённый и Ворошилов возражали против реабилитации Миронова и Думенко.
10 января 1966 года Будённый направил Ворошилову информационный материал в 90 машинописных страниц, озаглавленный «О реабилитации и восхвалении в периодической печати Миронова Ф. К. и Думенко».

## Знаки отличия
Награждён:
- полный Георгиевский кавалер (по неподтверждённым данным)
- почётное звание краском
- орден Красного Знамени № 5, возможно другой № (приказ РВСР № 26, от 1919 года).
- именной шашкой
- двумя золотыми часами
- благодарность Председателя СНК

## Память

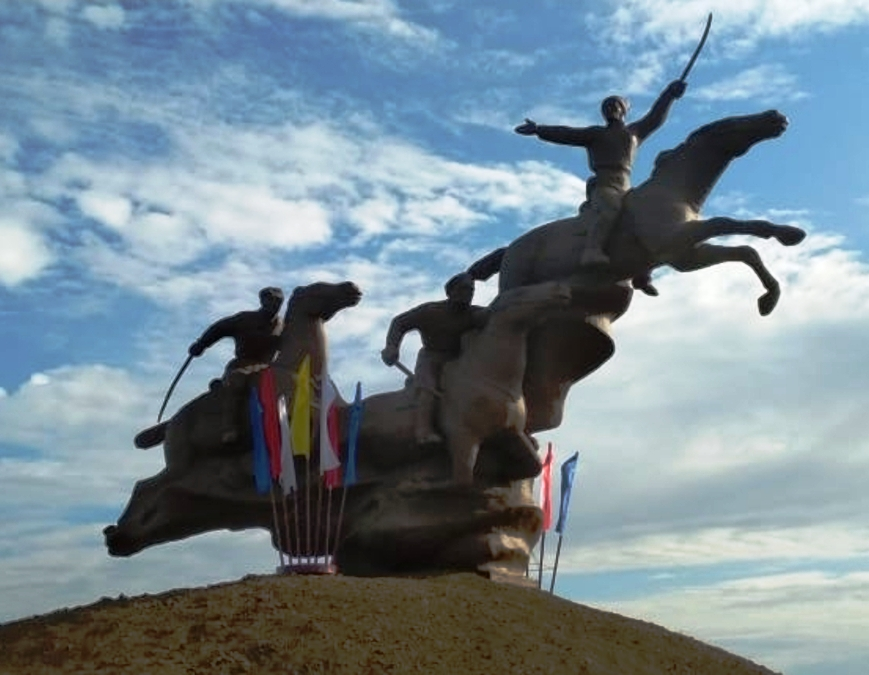
Монумент «Всадники» посвященный Думенко в степях Ростовской области

- В честь Бориса Мокеевича Думенко названы улицы в Ростове-на-Дону, Краснодаре, Новочеркасске и Волгодонске, Пролетарске.
- Члены турклуба «Бумеранг» Ульяновского политехнического института (ныне УлГТУ) в 1977 году во время первопрохождения перевала на горном хребте Терскей Алатау (рук. А. Г. Юкин) назвали его именем комкора Думенко